# 多良間空港
多良間空港（たらまくうこう、英: Tarama Airport）は、沖縄県宮古郡多良間村（多良間島）にある地方管理空港である。愛称はかりゆす多良間空港。

## 概要
多良間島は宮古列島の南西端で、宮古島から西南西約67 kmに位置しており、多良間空港はその西端に所在する。
2003年10月10日に、旧空港から移転し、1,500mの滑走路を備える新空港の供用が開始された。
年間利用客数は、合計46,330人（2019年度）。

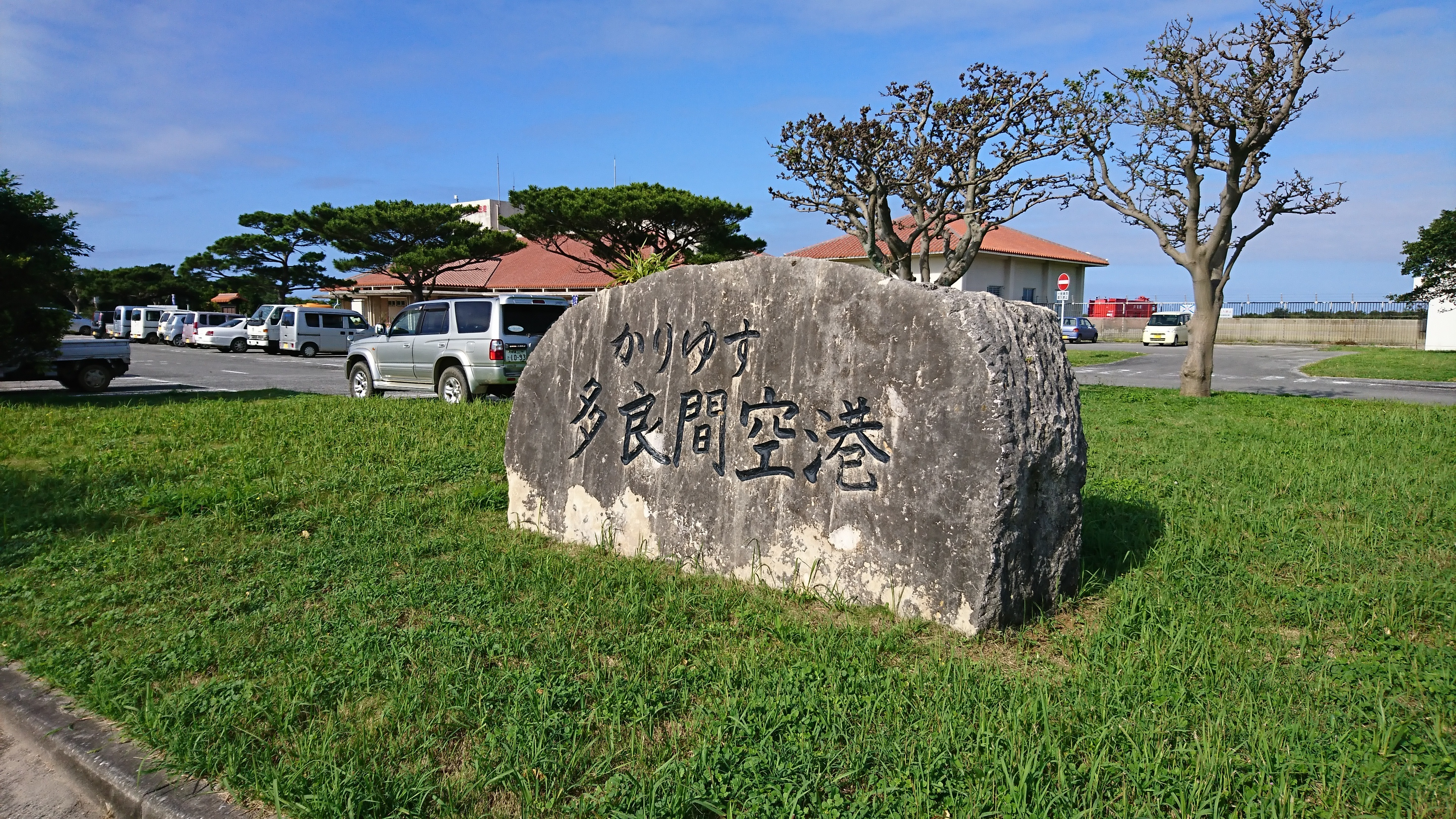
かりゆす多良間空港の碑
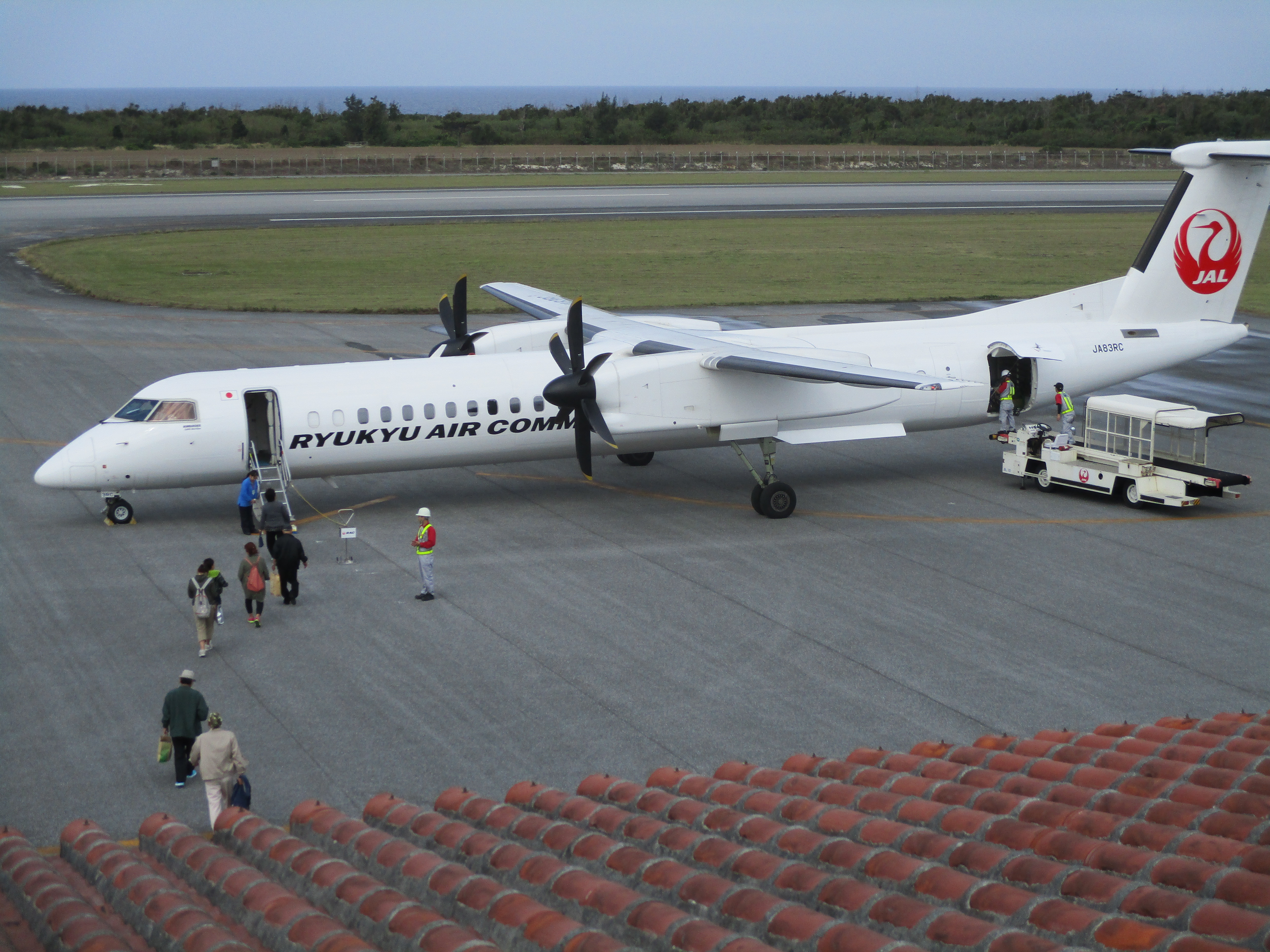
エプロン（乗客搭乗中のボンバルディアDHC8-Q400CC機）
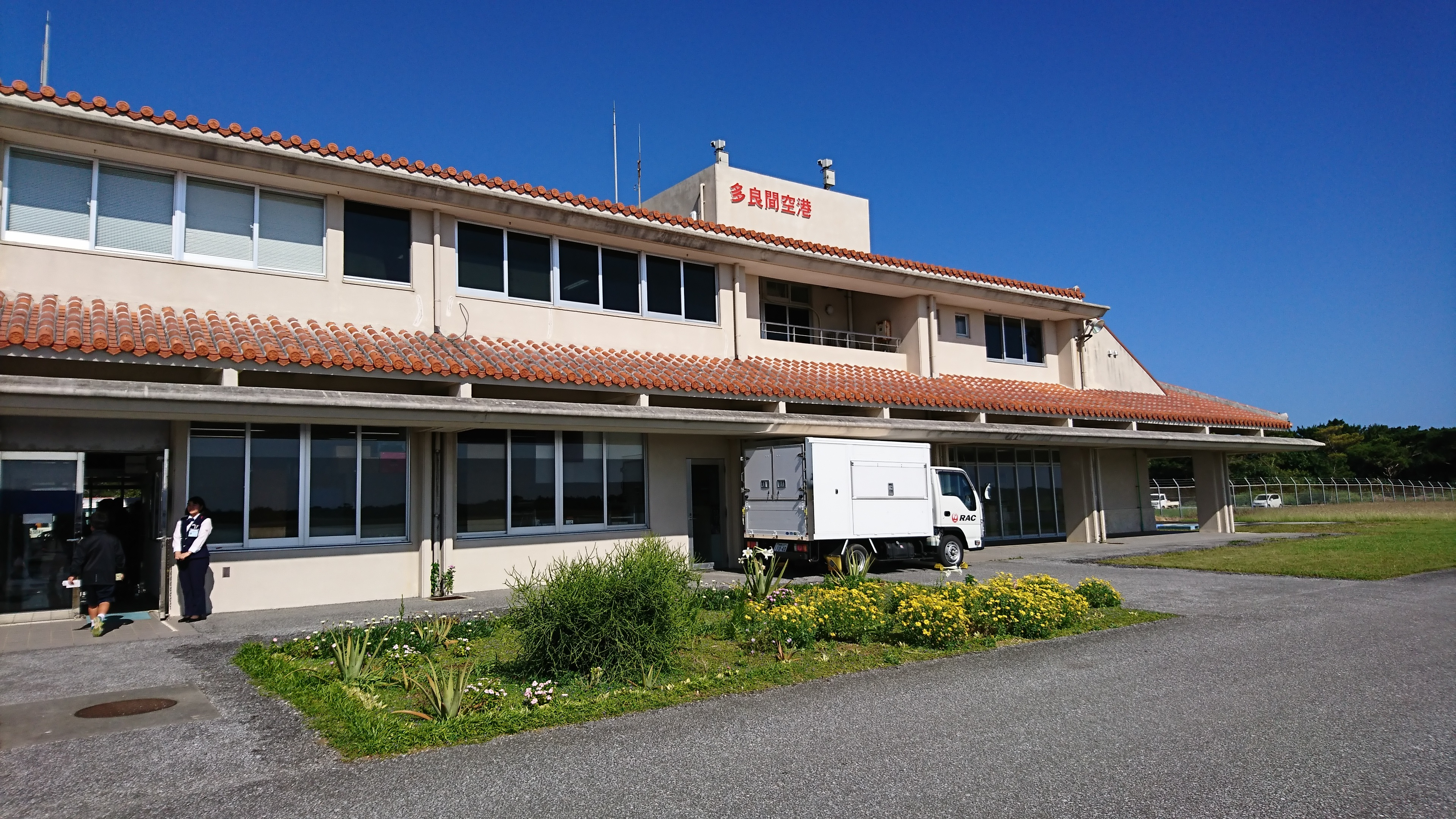
制限区域側
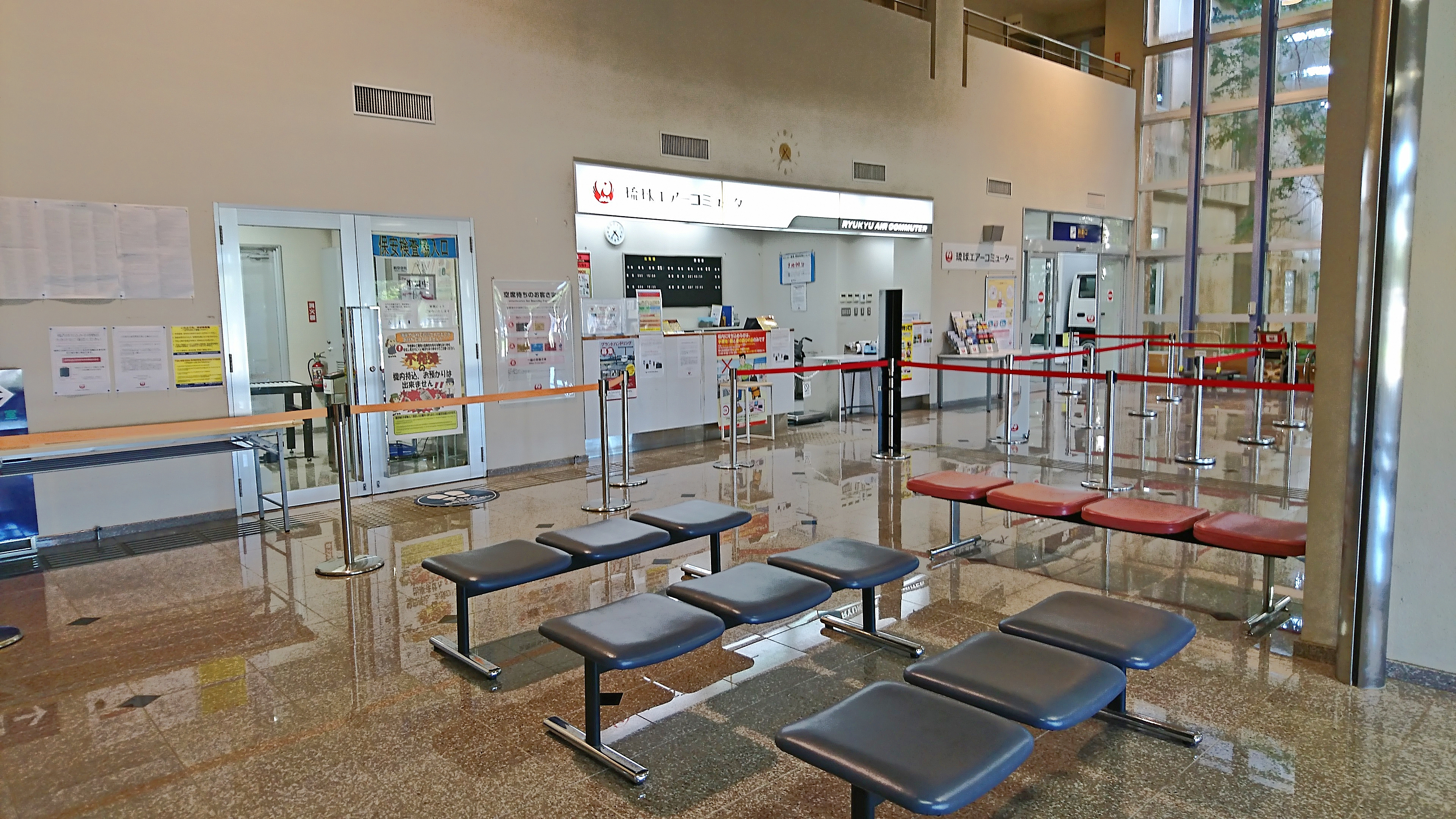
多良間空港ターミナル内部

## 沿革
旧空港
- 1971年（昭和46年）
  - 3月 - 緊急着陸場として建設（滑走路長780 m）[3]。
  - 12月12日 - 民間航空機の運航開始[3]。
- 1974年（昭和49年）7月26日 - 滑走路を800 mに延長。第三種空港の多良間空港として供用開始。宮古空港線及び石垣空港線を開設。DHC-6（19席）が就航[3][4]。
- 2000年（平成12年）8月 - DHC-6が老朽化のため退役し、代わって小型のBN-2B（9席、1日7-9往復）が就航[4][3]

現空港
- 2003年（平成15年）10月10日 - 新多良間空港（滑走路長1,500 m）が供用開始。DHC-8（39席、1日2往復）が就航[4]。旧空港廃止[3]
- 2004年（平成16年）7月8日 - 多良間空港に名称変更[3]
- 2006年（平成18年）3月 - RACによる石垣空港線廃止[5]。
- 2017年（平成29年）2月23日 - 宮古空港とを結ぶ便の運航機種が、DH1（ボンバルディアDHC8-Q100）から、DH4（ボンバルディアDHC8-Q400CC。50席、1日2往復）に更新された[6]。
- 2021年（令和3年）3月25日 - 多良間VOR/DME（110.65 MHz/1130 MHz/RME）廃止。
- 2023年（令和5年）2月20日 - 航空気象の自動化実施(実施時間:24時間)

## 施設
ターミナルには売店、コーヒースタンドがある。屋上には無料の展望デッキがある。

## 旧多良間空港
旧空港は、島の南端に位置していた（北緯24度38分34.49秒 東経124度42分21.88秒 / 北緯24.6429139度 東経124.7060778度）。琉球政府時代の1971年に主に急病人搬送のために建設されたが、滑走路が短く大型の機材が就航できず、増加する航空需要を満たすことができなかった上、天候の影響を受けやすかったため、移転することとなった。
旧空港跡地では、多良間村が中心となって太陽光発電を軸とした跡地利用計画が進められ、2010年に沖縄電力によって太陽光発電設備が完成している。

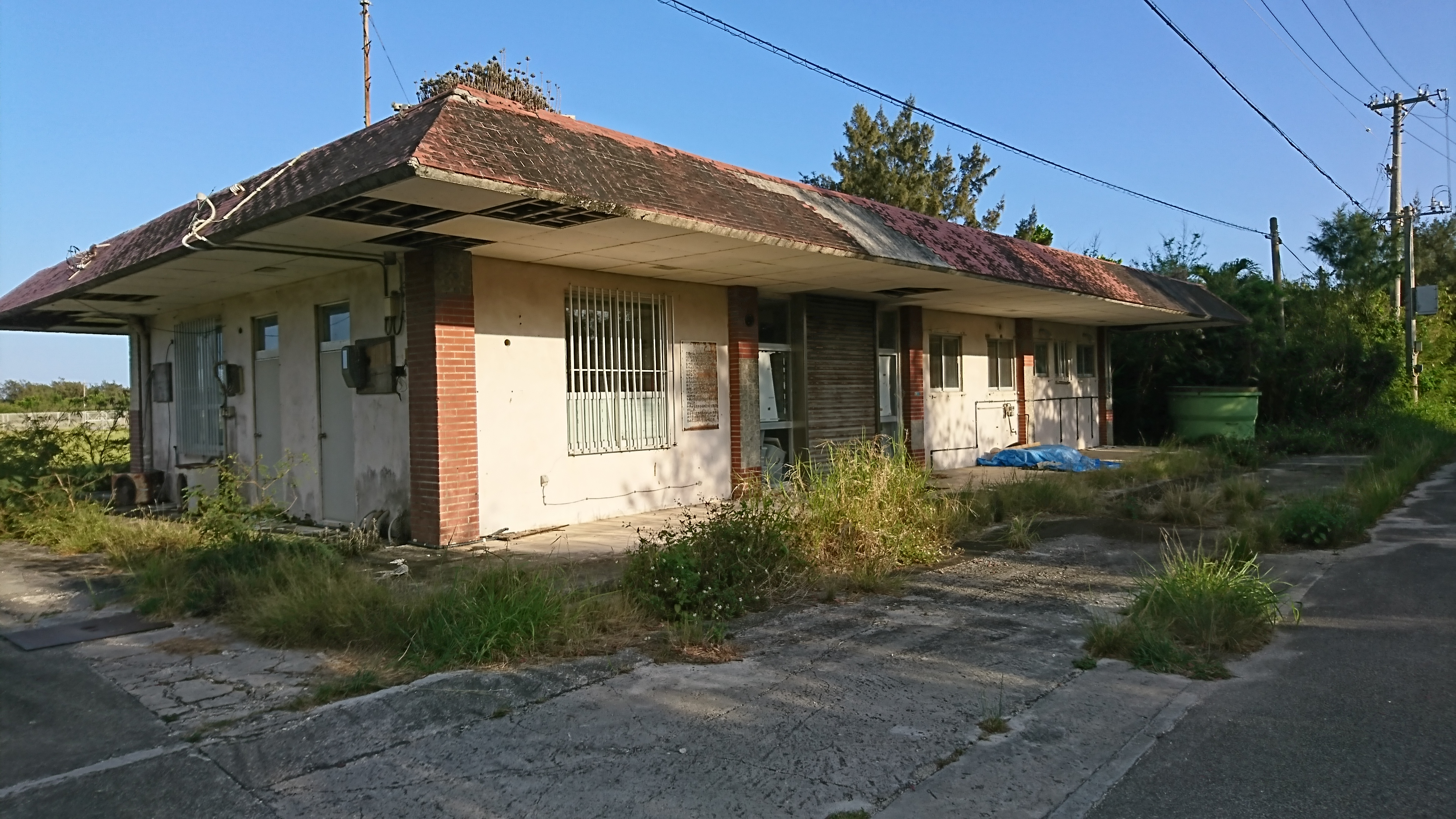
旧多良間空港ターミナル（2018年）
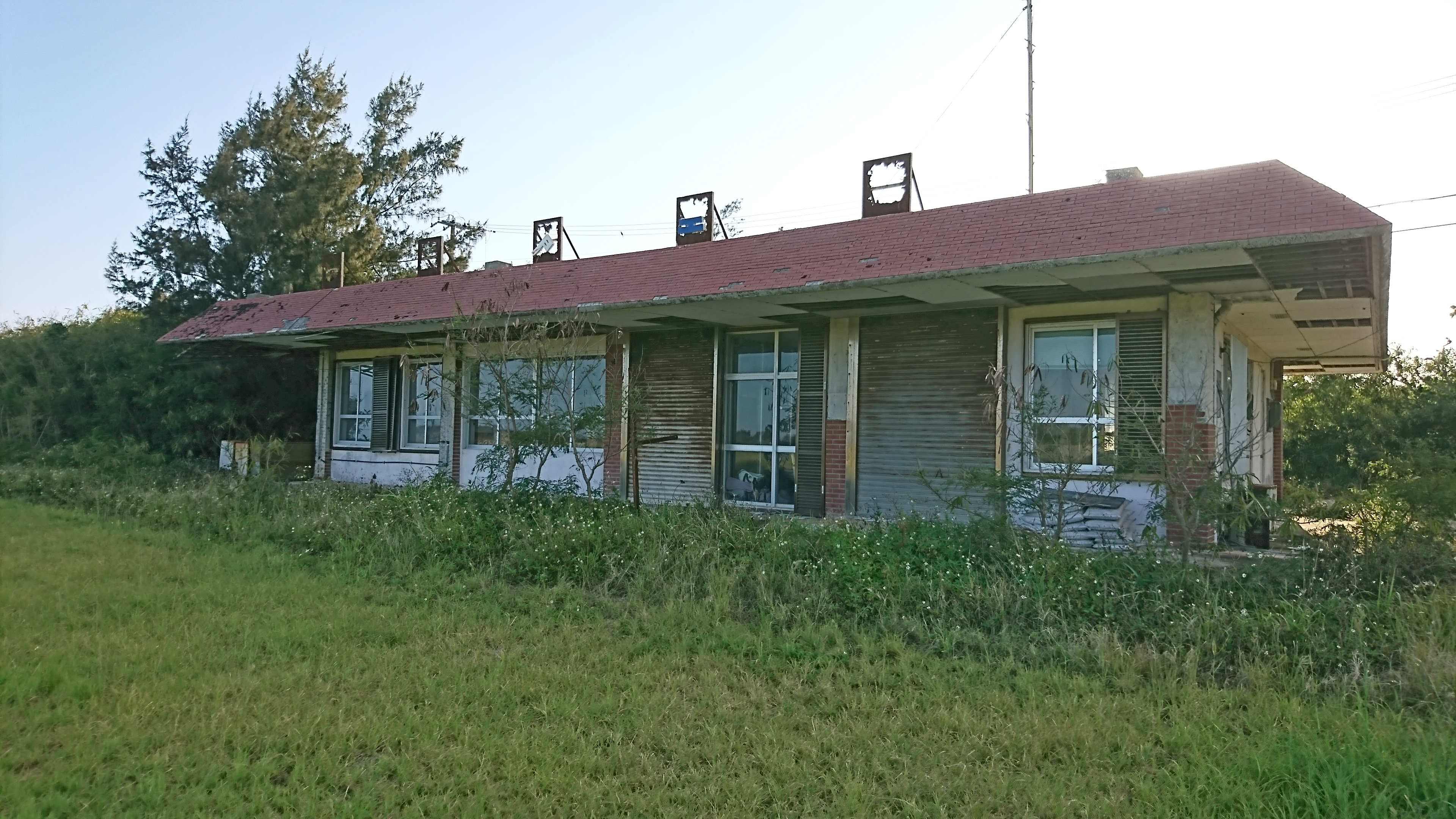
旧多良間空港制限区域側（2018年）
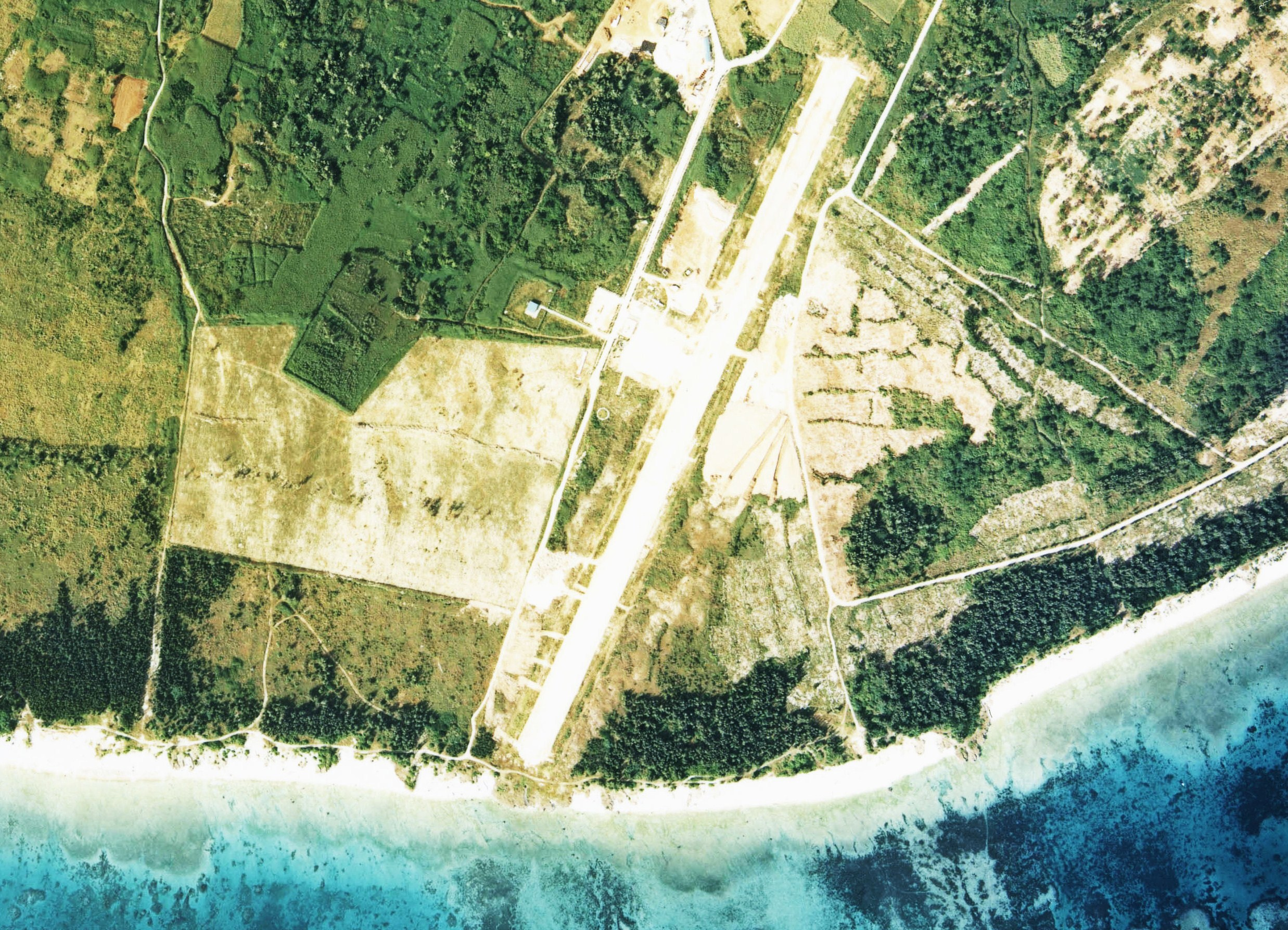
旧多良間空港の空中写真（1977年）
国土交通省 国土地理院 地図・空中写真閲覧サービスの空中写真を基に作成
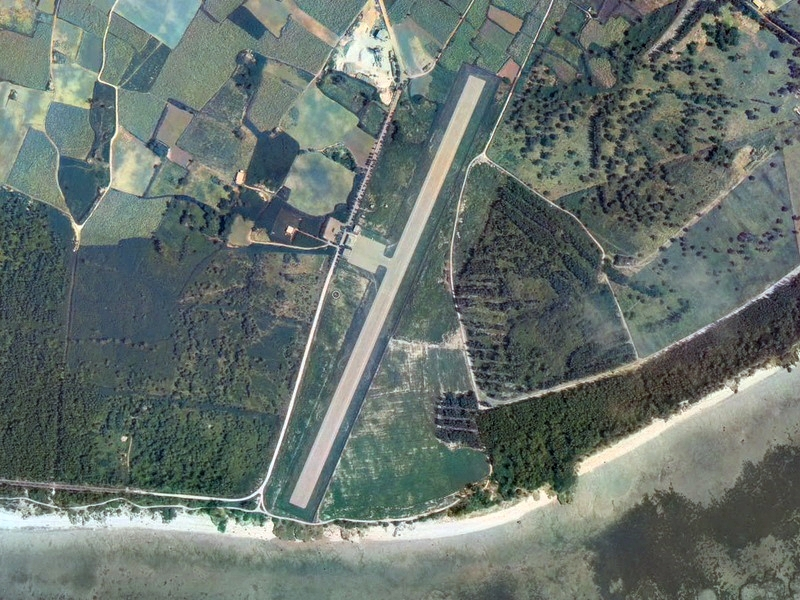
旧多良間空港の空中写真（1986年）
国土交通省 国土地理院 地図・空中写真閲覧サービスの空中写真を基に作成

## 路線
- 琉球エアーコミューター (RAC)
  - 宮古空港
- 第一航空 (DAK)
  - 石垣空港（隔日運航）

2022年現在、琉球エアーコミューターにより宮古空港との間に1日2往復の定期便が運航している。なお、同区間はかつてJALマイレージバンクのマイル積算対象外となっていたが、2012年7月18日搭乗分からマイル積算の対象となり、同区間は40マイルとなる。

### 第一航空による石垣空港線開設の経緯
かつては（旧）石垣空港との間にもRACが就航していたが、2006年3月に廃止。RAC撤退後にはエアードルフィンが不定期便として夏期季節運航していたが、2009年11月に自己破産を申請し経営破綻した。
2013年10月には第一航空が多良間 - 石垣線の運行を2015年10月を目途に開始する計画を表明。しかし、2015年8月18日には台風の影響等で運航乗務員の訓練が遅れたため運航再開を12月1日に延期することが決定され、さらに8月28日には同社の同型機が粟国空港でフェンスに衝突する事故を起こし、原因究明まで同型機の飛行ができない可能性があることから、就航時期は未定となった。2016年8月には、第一航空が、2018年7月の那覇 - 粟国線再開を県等に打診し、石垣-多良間線についても2年後以降に就航見通しがあるとの見解を示した。しかし、第一航空の那覇 - 粟国線は2018年1月15日に運航を再開したものの、補助金等の問題から同年4月から再運休。第一航空は同年4月27日に沖縄からの撤退を表明し、石垣-多良間線の就航にも否定的見解を示した。
2020年10月、経営体制の変わった第一航空が粟国・波照間・多良間線再開の意向を示し、2021年7月に那覇-粟国線の運航を再開。2022年4月30日には石垣-多良間線の再開を予定し、使用機材はDHC-6-400型で、週2回程度の運航となる見込みとされた。しかし、2022年4月18日に本空港で離着陸訓練中に使用予定機材が滑走路を逸脱する事故を起こしたため、4月22日に石垣-多良間線の就航延期が発表された。その後、12月に就航し、月・土曜の週2日各1往復が運航されると報道されたが、使用予定機材を機長の定期審査に使用することになったため、就航はまたも延期された。
2023年12月8日、第一航空は石垣空港と波照間空港・多良間空港を結ぶ路線の運航のための飛行訓練を開始。そして同月26日、2024年1月22日から、多良間空港-石垣空港間に月・土曜の週2日各1往復のチャーター便を就航させることを発表した。なお、運航機材は約60日毎に点検整備が必要と決められており、その都度約2週間程度の運休期間が設けられている。

## アクセス
- 道路

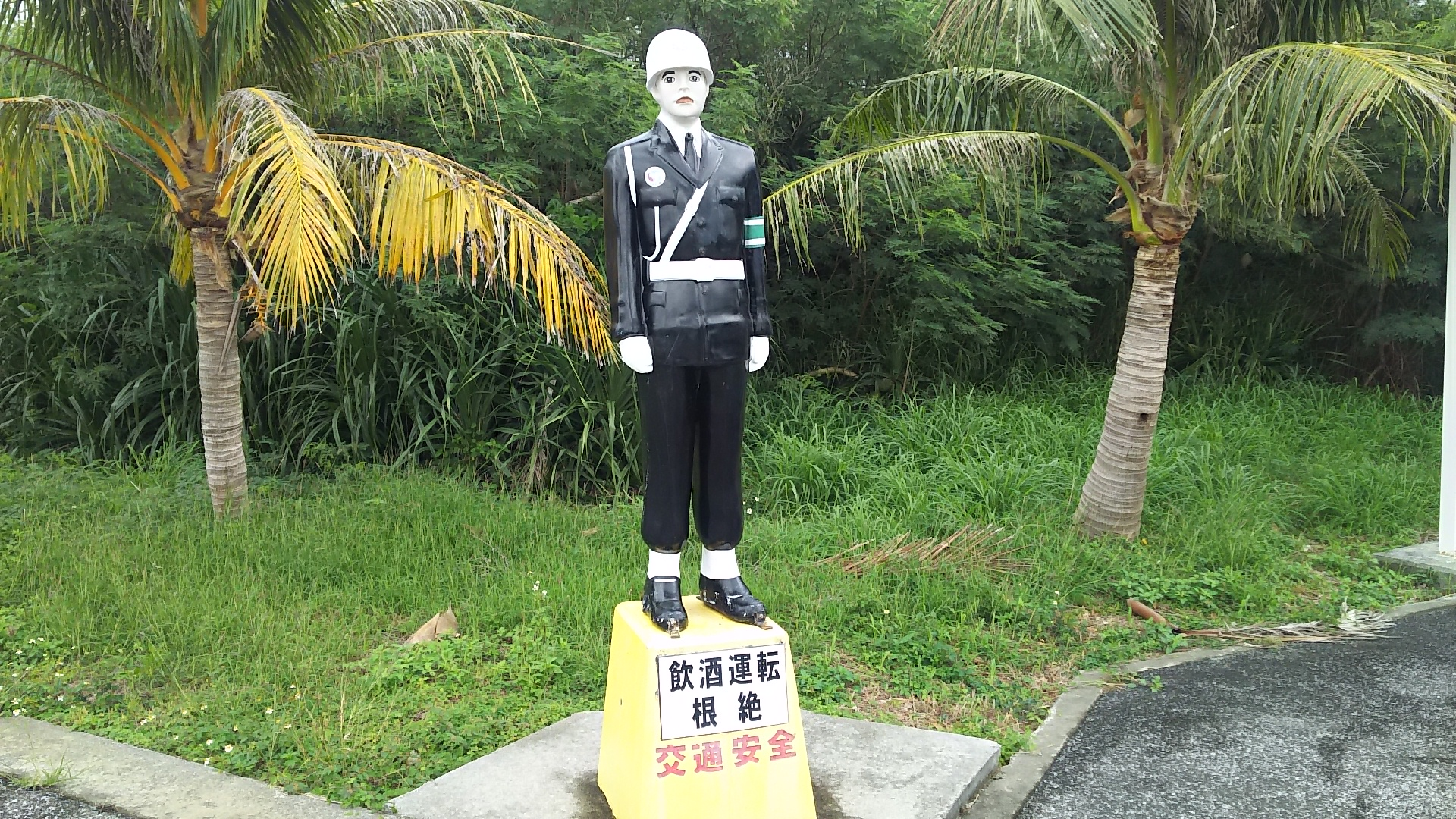
多良間まもる君

  - 村道多良間空港線 - 多良間空港と中心集落である塩川とを結ぶ[28]。空港入口には交通安全を訴える「多良間まもる君（宮古島まもる君）」が設置されている。
- 交通手段
  - 村が道路運送法第78条に基づく自家用自動車有償旅客運送を行っている。航空機やフェリーの発着時刻に合わせ、多良間空港・多良間港（普天間地区・前泊地区）と村中心部（役場前・夢パティオたらま）の間で運行されている。車両は26人乗り[29][30]。
  - 民間の路線バス、タクシー等はない。宿泊施設の多くが、空港送迎を行っている。